# Historic Eight Documents
Die Historic Eight Documents (Historische Acht Dokumente) sind acht unter dieser Bezeichnung zusammengefasste Artikel des indischen Maoisten Charu Majumdar (bzw. Mazumdar; 1918–1972) aus den Jahren 1965–1967, die die ideologischen Prinzipien der radikal-kommunistischen Naxaliten-Bewegung in Indien – d. h. die Theorie des indischen Maoismus und Partisanenkriegs – umreißen.
Majumdar führte 1967 den Bauernaufstand im Dorf Naxalbari im Distrikt Darjeeling in Westbengalen an, seitdem werden die Maoisten auch Naxaliten genannt. Charu Majumdar starb im Jahr 1972 in Polizeihaft.
Den Historic Eight Documents zufolge sei der indische Staat eine bürgerliche Institution, während die kommunistischen Mainstream-Parteien in Indien den Revisionismus akzeptiert und sich bereit erklärt hätten, im Rahmen der indischen Verfassung zu operieren. Die Revolution müsse stattdessen den Weg des bewaffneten Kampfes nach dem Vorbild der Chinesischen Revolution und Maos gehen und der langwierige Volkskrieg sei die Militärstrategie, um die indische Regierung zu stürzen.
Sowohl die Sowjetunion als auch der ihrem Kurs folgende revisionistische Trend werden als Unterstützer des indischen Staates angeprangert. Das Ziel der indischen Revolution sei primär die Agrarrevolution, d. h. der bewaffnete Sturz feudalen Großgrundbesitzes und die Umverteilung des Agrarlandes an arme und landlose Bauern, zu welchem Zwecke "Basisgebiete neuer Macht" aufgebaut werden sollen. Die Dokumente wurden zum Wegleiter des Naxalbariaufstandes, dem Beginn der naxalitischen Bewegung Indiens.

## Übersicht
- 1 Our Tasks in the Present Situation. January 28, 1965 (1st document)
- 2 Make the People’s Democratic Revolution Successful by Fighting Against Revisionism. 1965 (2nd document)
- 3 What is the Source of the Spontaneous Revolutionary Outburst in India? April 9, 1965 (3rd document)
- 4 Carry on the Struggle Against Modern Revisionism. 1965 (4th document)
- 5 What Possibility The Year 1965 is Indicating? 1965 (5th document)
- 6 The Main Task Today is the Struggle to Build Up the True Revolutionary Party Through Uncompromising Struggle Against Revisionism. December 8, 1966 (6th document)
- 7 Build armed partisan struggle by fighting against revisionism. 1966 (7th document)
- 8 Carry Forward the Peasant Struggle by Fighting Revisionism. April 1967 (8th document)

Quellen: Communist Party of India (Marxist-Leninist) Liberation; Foreign Languages Press